# Маргарета Погонат
Маргарета Погонат (6 березня 1933, Ясси, Румунське королівство — 11 травня 2014, Бухарест, Румунія) — румунська акторка театру і кіно.

## Вибіркова фільмографія
- Молодість без старості (1969)
- Актор і дикуни (1974)